# Signal spécifique à la signalisation dynamique en France

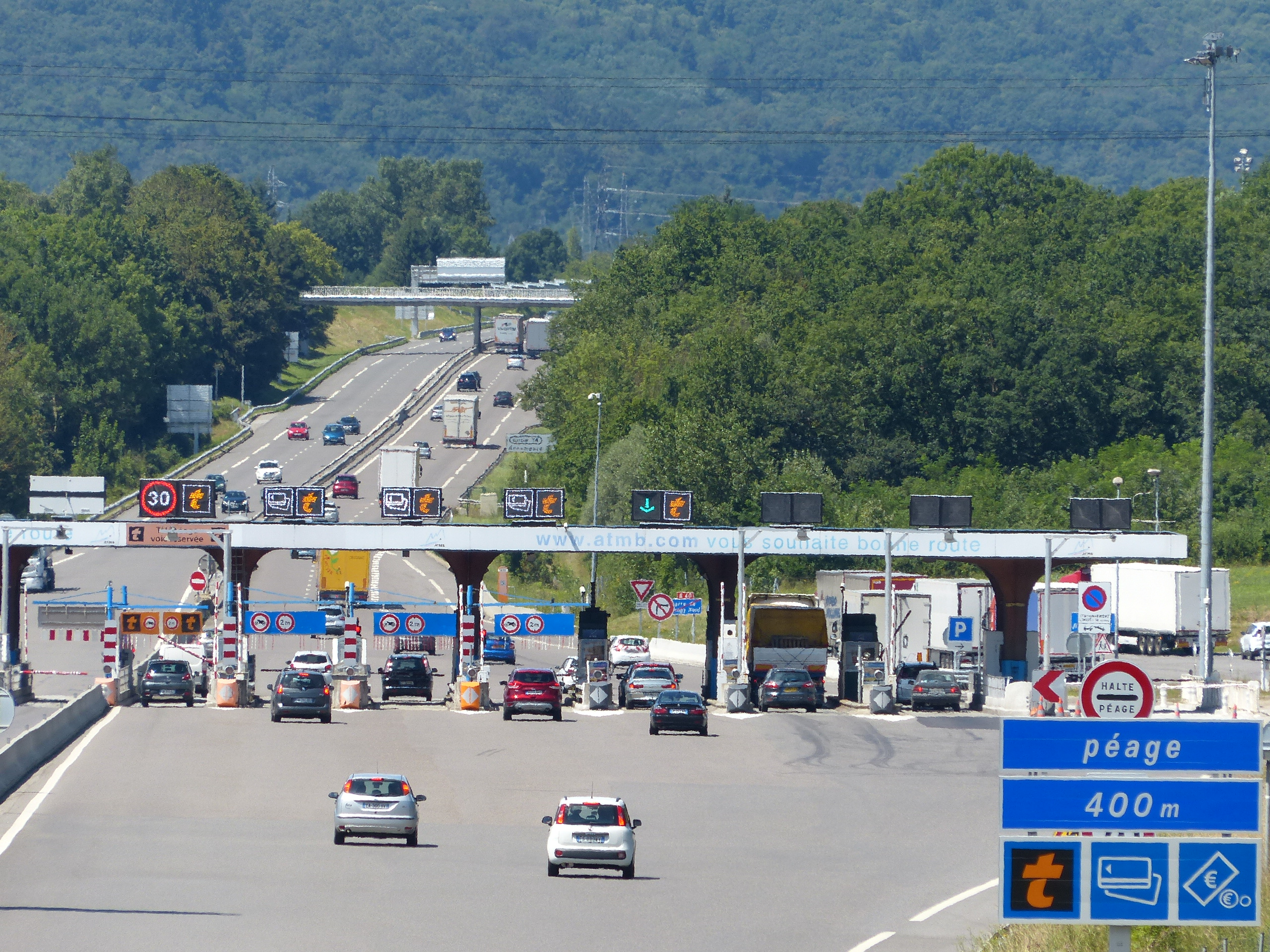
Signaux XB14, XC64b et XC64d, barrière de péage de Nangy, autoroute A40.

En France, les signaux spécifiques à la signalisation dynamique en France sont affichés sur panneau à messages variables. Dans la plupart des cas les signaux dynamiques reprennent les pictogrammes et la présentation des panneaux traditionnels. En revanche ils sont généralement en décor lumineux inversé par rapport aux autres signaux, c'est-à-dire en caractères et pictogrammes blancs-jaunes sur fond noir.

## Signaux

### Panonceaux
| Type                                 | Nom   | Signification | Panonceau permanent correspondant |
| ------------------------------------ | ----- | --- | --------------------------------- |
| Distance                             | XM1   | Indique la longueur de la section comprise entre le signal et le début du passage dangereux ou de la zone où s’applique la réglementation, ou du point qui fait l’objet de l’indication. | Panonceau M1                      |
| Étendue                              | XM2   | Indique la longueur de la section dangereuse ou soumise à réglementation ou visée par l’indication.                                                                                      | Panonceau M2                      |
| Position ou directionnels            | XM3a  | Indique la position de la voie concernée par le panneau qu'il complète. | Panonceau M3a                     |
| Position ou directionnels            | XM3d  | Indique la position de la voie concernée par le panneau qu'il complète. | Panonceau M3d                     |
| Catégories d'usagers ou de véhicules | XM4a  | Véhicule ou ensembles de véhicules dont le PTAC ou le PTRA est inférieur à 3,5 t. | Panonceau M4a                     |
| Catégories d'usagers ou de véhicules | XM4b  | Véhicule de transport en commun de personnes. | Panonceau M4b                     |
| Catégories d'usagers ou de véhicules | XM4c  | motocyclette et motocyclette légère, au sens de l’article R.311-1 du Code de la route.                                                                                                   | Panonceau M4c                     |
| Catégories d'usagers ou de véhicules | XM4d1 | Cycle. | Panonceau M4d1                    |
| Catégories d'usagers ou de véhicules | XM4f  | Véhicule, véhicule articulé, train double ou ensemble de véhicules dont le PTAC ou le PTRA excède le nombre indiqué.                                                                     | Panonceau M4f                     |
| Catégories d'usagers ou de véhicules | XM4g  | Véhicule affecté au transport de marchandises. | Panonceau M4g                     |
| Catégories d'usagers ou de véhicules | XM4p  | Piéton. | Panonceau M4p                     |
| Catégories d'usagers ou de véhicules | XM4r  | Véhicule pesant sur un essieu plus que le nombre indiqué. | Panonceau M4r                     |
| Catégories d'usagers ou de véhicules | XM4w  | Véhicule tractant une remorque dont le PTAC dépasse 250 kg. | Panonceau M4w                     |
| Catégories d'usagers ou de véhicules | XM4x  | Véhicule tractant une caravane ou une remorque de plus de 250 kg et dont le PTRA, véhicule plus remorque, n'excède pas 3,5 t.                                                            | Panonceau M4x                     |
| Catégories d'usagers ou de véhicules | XM4z  | Véhicule bénéficiant du label « autopartage ». | Panonceau M4z                     |
| Indications diverses                 | XM9z  | Complète un signal de type XA ou XB par une indication littérale. | Panonceau M9z                     |

### Signaux de danger

XA1a - Virage à droite
XA1b - Virage à gauche
XA1c - Succession de virages dont le premier est à droite
XA1d - Succession de virages dont le premier est à droite
XA2 - Cassis ou dos d'âne
XA3 - Rétrécissement de chaussée
XA3a - Rétrécissement de chaussée par la droite
XA3b - Rétrécissement de chaussée par la gauche
XA4 - Chaussée glissante
XA6 - Pont mobile
XA7 - Passage à niveau muni de barrières
XA13a - Endroit fréquenté par les enfants
XA13b - Passage(s) pour piétons
XA14 - Danger
XA15b - Passage d’animaux sauvages
XA16 - Descente dangereuse
XA17 - Feux tricolores
XA18 - Circulation dans les deux sens
XA20 - Débouché sur un quai ou une berge
XA24 - Vent latéral
XA25 - Dégradation des conditions de circulation liée à des chutes de neige ou à de la pluie verglaçante
XA26 - Présence de piétons sur la chaussée

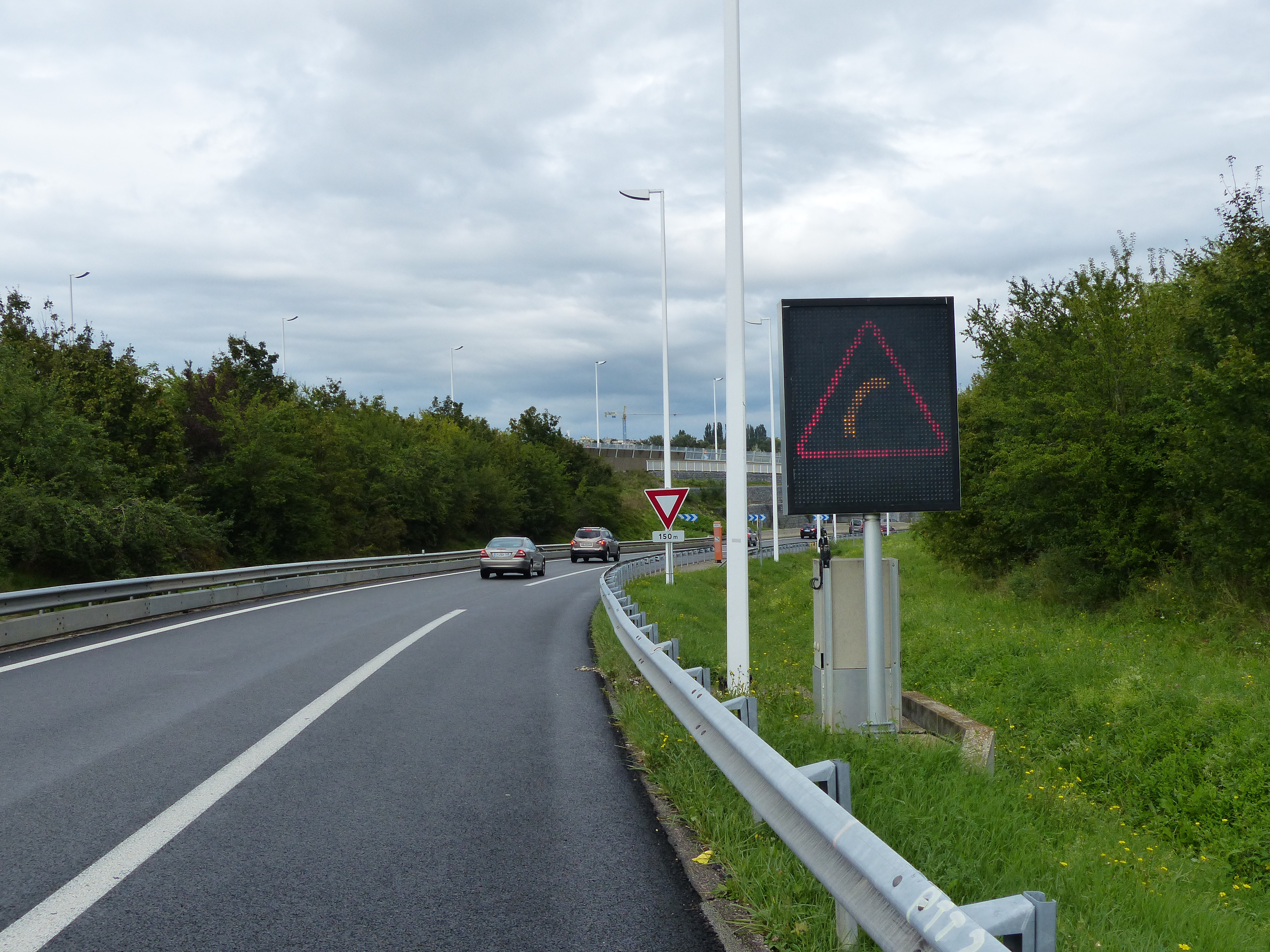
Signal XA1, sortie 14 de l'autoroute A40.
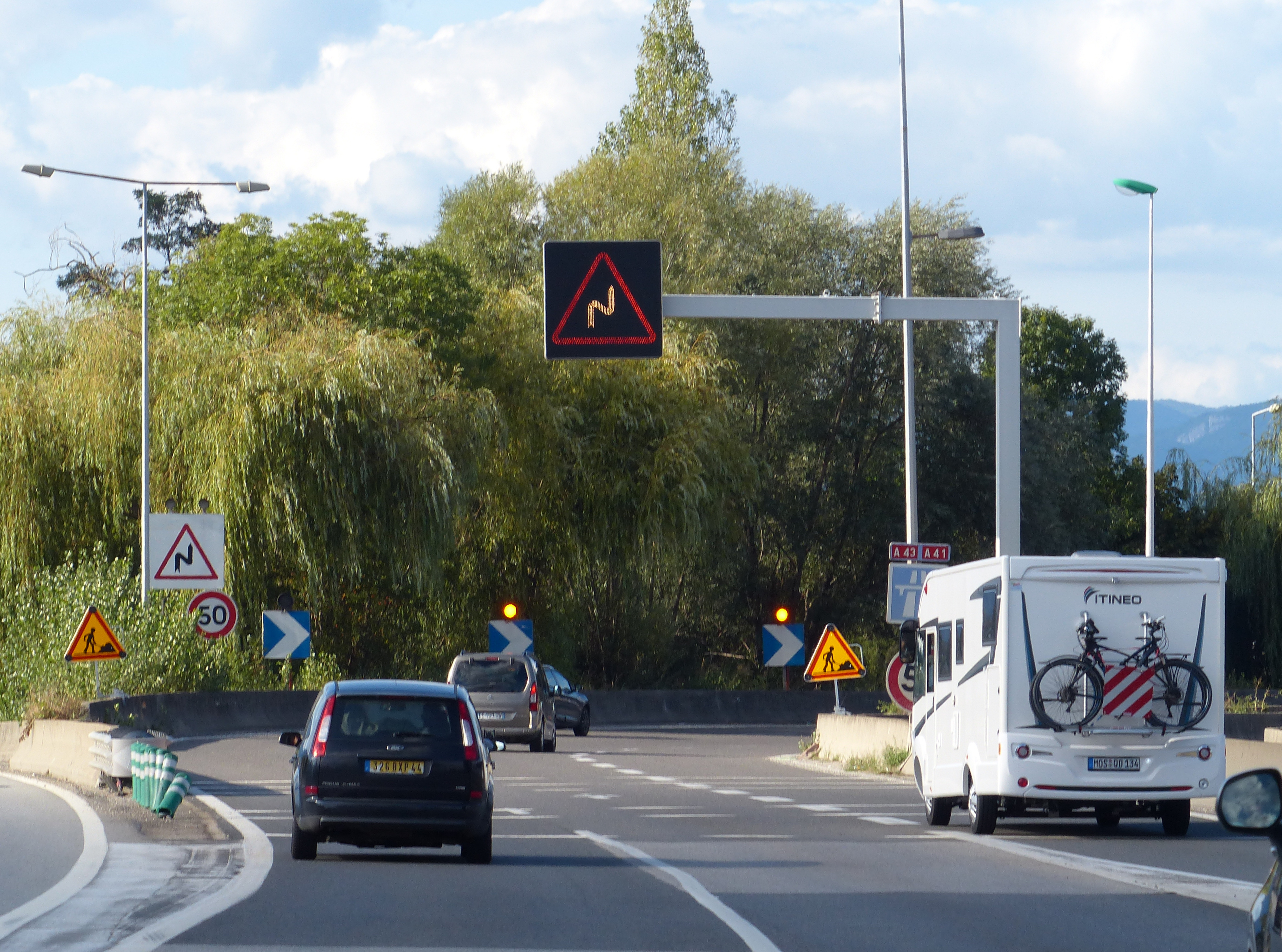
Signal Xa1c, bretelle entre RN 201 et autoroutes A41 et A43.
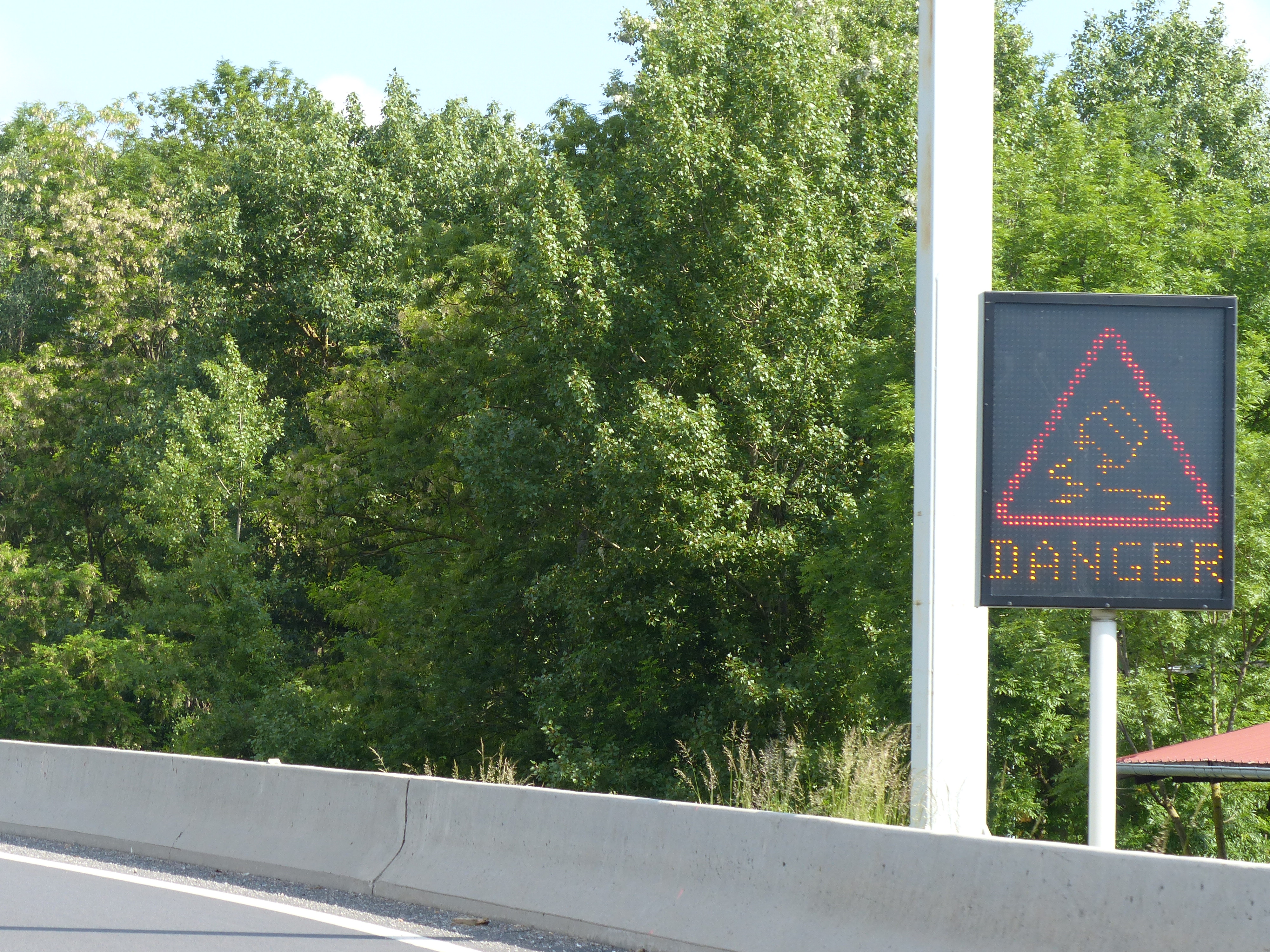
Signal XA4, autoroute A40.
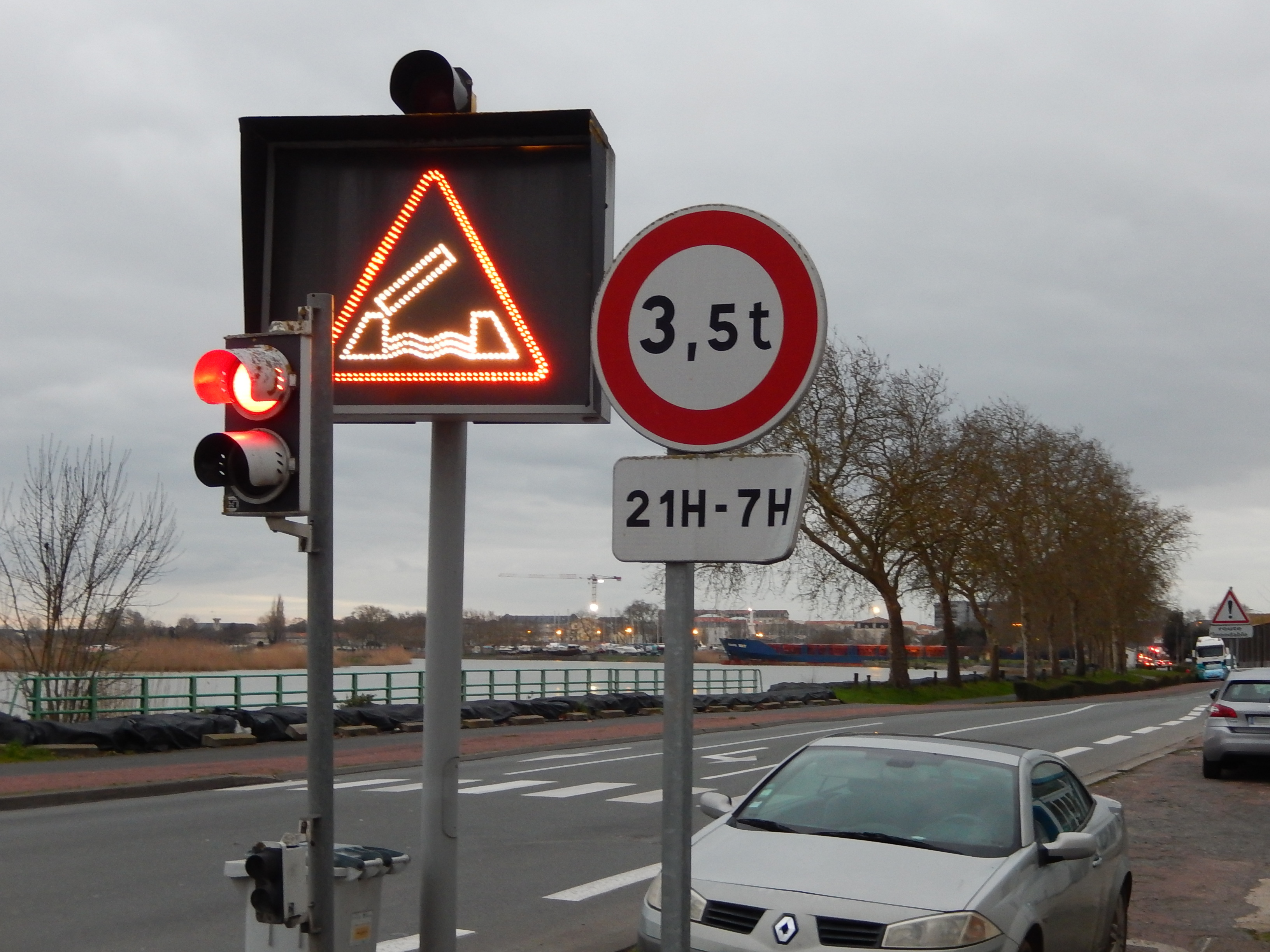
Signal XA6 à Rochefort.
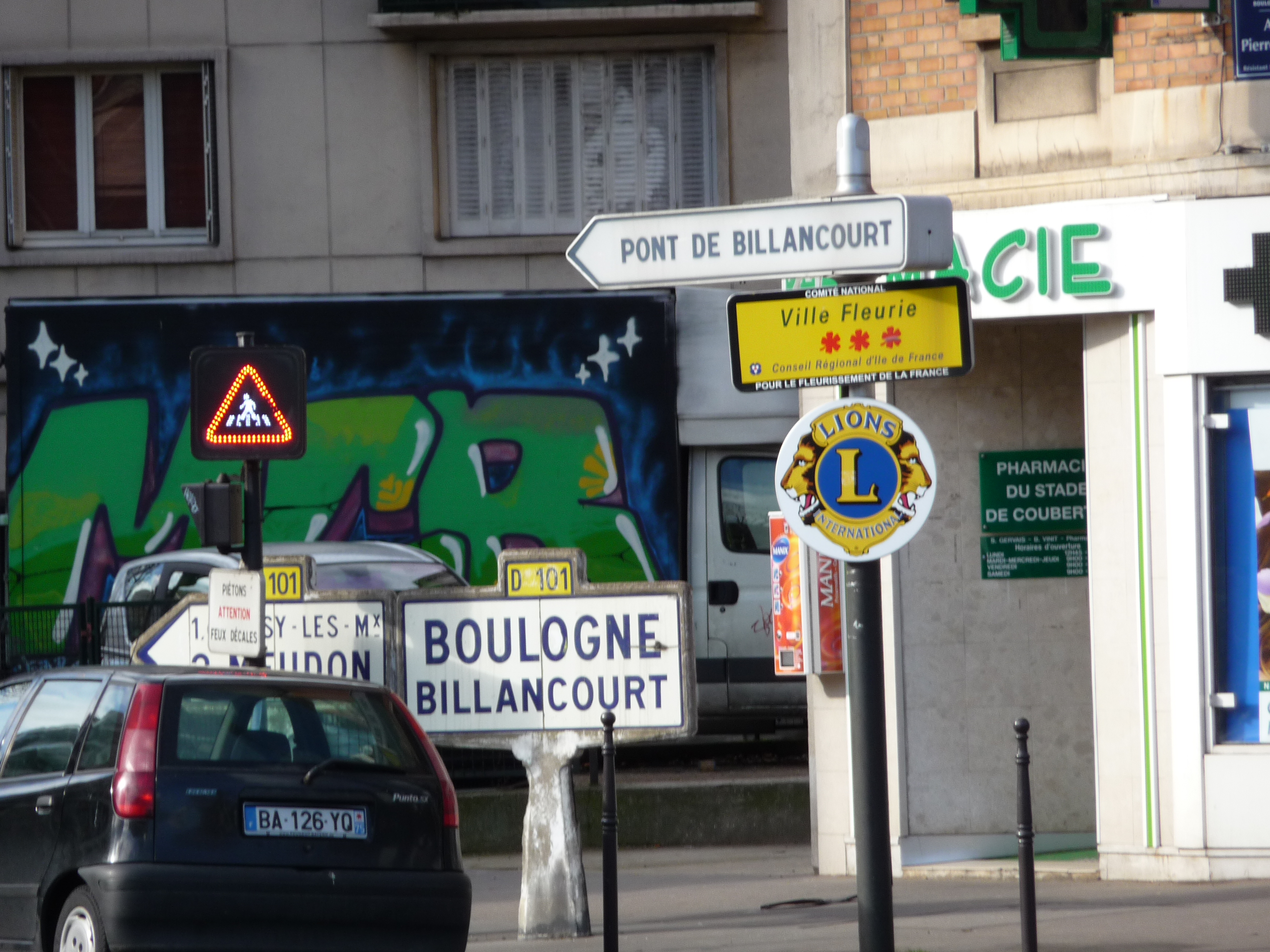
Signal XA13b à Boulogne-Billancourt.
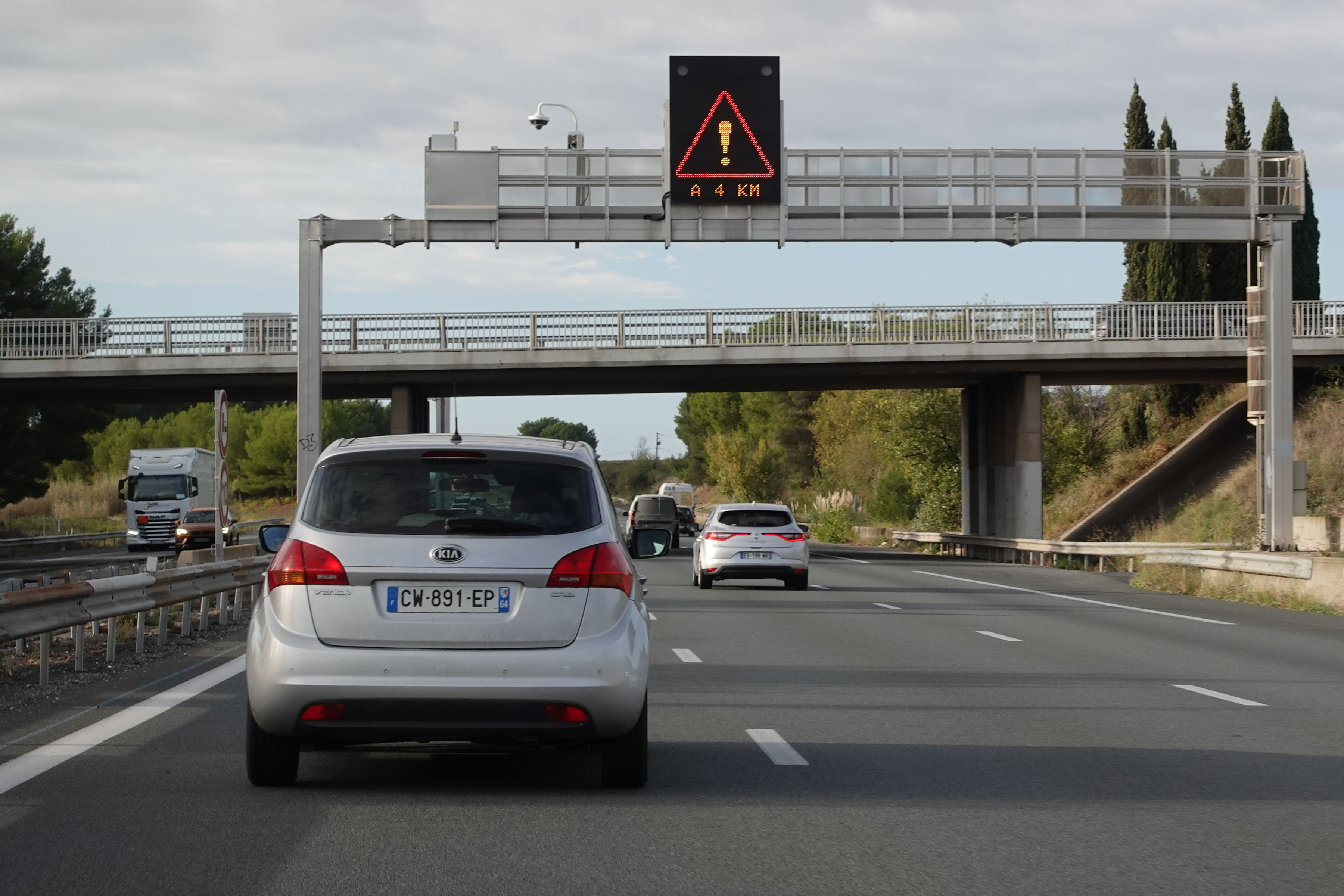
Signal XA14 sur l'autoroute A9.
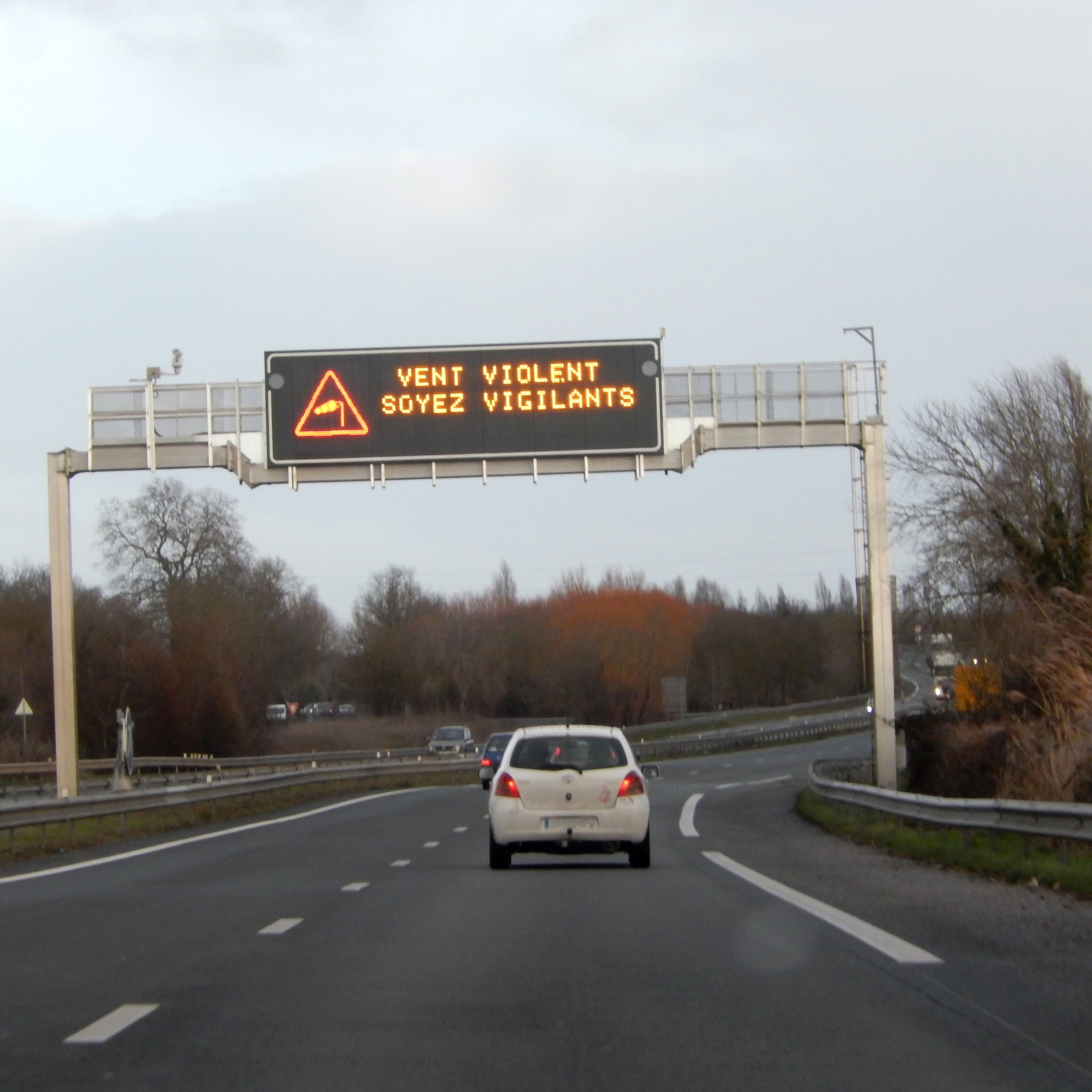
Signal XA24 sur la D 137 entre La Rochelle et Rochefort.

### Signaux de prescription
| Type               | Nom   | Signification | Panneau permanent correspondant |
| ------------------ | ----- | --- | ------------------------------- |
| Interdiction       | B0    | Circulation interdite à tout véhicule dans les deux sens. | Panneau B0                      |
| Interdiction       | B1    | Sens interdit à tout véhicule. | Panneau B1                      |
| Interdiction       | XB3   | Interdiction de dépasser tous les véhicules à moteur autres que ceux à deux roues sans side- car. Il peut être complété par un panonceau dynamique XM4f. | Panneau B3                      |
| Interdiction       | XB3a  | nterdiction aux véhicules automobiles, véhicules articulés, trains doubles ou ensembles de véhicules, affectés au transport de marchandises dont le PTAC ou le PTRA est supérieur à 3,5 t, de dépasser tous les véhicules à moteur autres que ceux à deux roues sans side-car. Lorsque le PTAC ou le PTRA au-dessus duquel l'interdiction s'applique est différent, il est indiqué sur un panonceau dynamique de catégorie XM4f. | Panneau B3a                     |
| Interdiction       | XB8   | Accès interdit aux véhicules affectés au transport de marchandises. Si le panneau est complété par un panonceau dynamique XM4f, l'interdiction ne s'applique que si le PTAC ou le PTRA du véhicule, véhicule articulé, train double ou ensemble de véhicules excède le nombre indiqué sur le panonceau. | Panneau B8                      |
| Interdiction       | XB9b  | Accès interdit aux cycles. | Panneau B9b                     |
| Interdiction       | XB9f  | Accès interdit aux véhicules de transport en commun de personnes. | Panneau B9f                     |
| Interdiction       | XB9h  | Accès interdit aux motocyclettes et motocyclettes légères, au sens de l'article R. 311-1 du Code de la route. | Panneau B9h                     |
| Interdiction       | XB9i  | Accès interdit aux véhicules tractant une caravane ou une remorque de plus de 250 kg, tel que le PTRA, véhicule et caravane ou remorque, ne dépasse pas 3,5 t. | Panneau B9i                     |
| Interdiction       | XB11  | Accès interdit aux véhicules dont la largeur, chargement compris, est supérieure au nombre indiqué. Il n'est associé à aucun panonceau. | Panneau B11                     |
| Interdiction       | XB12  | Accès interdit aux véhicules dont la hauteur, chargement compris, est supérieure au nombre indiqué. Il n'est associé à aucun panonceau. | Panneau B12                     |
| Interdiction       | XB13  | Accès interdit aux véhicules, véhicules articulés, trains doubles ou ensemble de véhicules dont le PTAC ou le PTRA excède le nombre indiqué. Il n'est associé à aucun panonceau. | Panneau B13                     |
| Interdiction       | XB14  | Limitation de vitesse. Ce panneau notifie l'interdiction de dépasser la vitesse indiquée. | Panneau B14                     |
| Interdiction       | XB17  | Interdiction aux véhicules de circuler sans maintenir entre eux un intervalle au moins égal au nombre indiqué. Il n'est associé à aucun panonceau. | Panneau B17                     |
| Fin d'interdiction | XB31  | Fin de toutes les interdictions précédemment signalées par panneaux dynamiques. | Panneau B31                     |
| Fin d'interdiction | XB33  | Fin d'une limitation de vitesse notifiée par signal dynamique XB14. | Panneau B33                     |
| Fin d'interdiction | XB34  | Fin de l'interdiction de dépasser notifiée par signal dynamique XB3. | Panneau B34                     |
| Fin d'interdiction | XB34a | Fin de l'interdiction de dépasser notifiée par signal dynamique XB3a. | Panneau B34a                    |
| Obligation         | XB26  | Chaînes à neige obligatoires sur au moins deux roues motrices. | Panneau B26                     |
| Fin d'obligation   | XB44  | Fin de l'obligation de l'usage des chaînes à neige notifiée par signal dynamique XB26. | Panneau B44                     |

### Signaux d'indication et de services
| Type                                       | Nom    | Signification |
| ------------------------------------------ | ------ | --- |
| Indications et fin d'indications routières | XC4a   | Vitesse conseillée. Lorsqu'il est affiché, ce signal indique la vitesse à laquelle il est conseillé de circuler si les circonstances le permettent et si l'usager n'est pas tenu de respecter une vitesse inférieure spécifique à la catégorie de véhicule qu'il conduit. En toutes circonstances, l'usager doit rester maître de sa vitesse, conformément à l'article R. 413-17 du Code de la route. |
| Indications et fin d'indications routières | XC4b   | Fin de la vitesse conseillée indiquée par le signal dynamique XC4a. |
| Indications et fin d'indications routières | XC50   | Indications dynamiques diverses sur un panneau à message variable implanté de façon permanente pour préciser ou compléter une information délivrée par un signal ou pour délivrer une information lorsqu'on ne dispose pas du ou des signaux adéquats. |
| Indications et fin d'indications routières | XC64a  | Indication dynamique de voie réservée au paiement auprès d'un péagiste. |
| Indications et fin d'indications routières | XC64b  | Indication dynamique de voie réservée au paiement par carte bancaire ou accréditive. |
| Indications et fin d'indications routières | XC64c1 | Indication dynamique de voie réservée au paiement par pièces de monnaie. |
| Indications et fin d'indications routières | XC64c2 | Indication dynamique de voie réservée au paiement par pièces et billets. |
| Indications et fin d'indications routières | XC64d  | Indication dynamique de voie réservée au paiement automatique par abonnement « télépéage ». |
| Indications de services                    | XCE15a | Indication dynamique de la disponibilité d'un poste de distribution du carburant ouvert 7 jours sur 7 et 24 heures sur 24. |
| Indications de services                    | XCE15g | Indication des prix des carburants pratiqués dans les stations ouvertes 7 jours sur 7 et 24 heures sur 24 de l'autoroute sur laquelle il est implanté. |
| Indications de services                    | XCE15h | Indication des prix des carburants pratiqués dans les stations délivrant du carburant 7 jours sur 7 et 24 heures sur 24 situées hors autoroute dans un rayon maximal de 10 km autour des sorties de l'autoroute sur lequel il est implanté. |
| Indications de services                    | XCE22  | Invitation à écouter la station de radiodiffusion routière dont la fréquence est affichée, généralement 107,7 MHz sur la radio FM. |
| Indications de services                    | XCE45  | Présignalisation des disponibilités des places de stationnement sur les aires de services ou de repos sur autoroute, pour les véhicules de transport de marchandises dont le PTAC excède 3,5 t. |

|  |  |  |  |  |  |  |  |  |  |  |  |  |  |
|  |  |  |  |  |  |  |  |  |  |  |  |  |  |

### Signaux temporaires

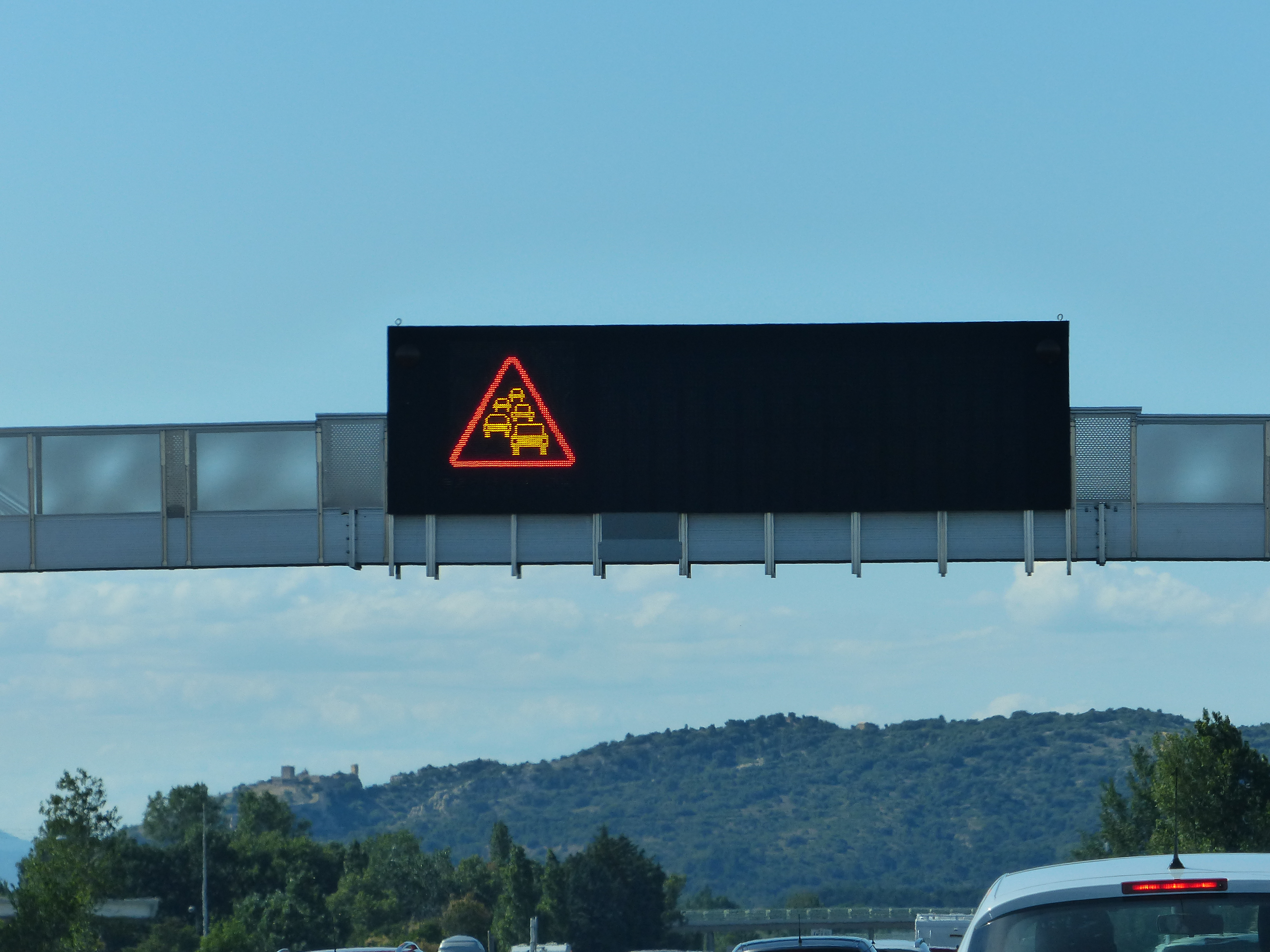
Signal XAK30, autoroute A7.

| Nom    | Signification | Panneau temporaire correspondant |
| ------ | --- | -------------------------------- |
| XAK5   | Travaux. | Panneau AK5.                     |
| XAK22  | Risque de projection de travillons. | Panneau AK22.                    |
| XAK30  | Annonce d'un bouchon. | Panneau AK30.                    |
| XAK31  | Annonce d'un accident. | Panneau AK31.                    |
| XAK32  | Annonce de nappes de brouillard ou de fumées épaisses. | —                                |
| XKD8   | Présignalisation de changement de chaussée ou de trajectoire. | Panneau KD8.                     |
| XKD9   | Affectation de voies. | Panneau KD9.                     |
| XKD10a | Annonce de la réduction d'une voie. | Panneau KD10a.                   |
| XKD10b | Annonce, en signalisation d'urgence, de la réduction de plusieurs voies sur routes à chaussées séparées. | Panneau KD10b.                   |
| KXC50  | Message littéral utilisé pour préciser ou compléter une information délivrée par un signal ou pour délivrer une information lorsqu'on ne dispose pas du ou des signaux adéquats. Il est affiché sur un panneau à message variable mobile, fixé sur un véhicule ou une remorque. | —                                |

### Autres signaux dynamiques
| Type                                              | Nom  | Signification |
| ------------------------------------------------- | ---- | --- |
| Diagrammatiques                                   | X1a  | Annonce d'un danger ou d'une prescription concernant une section de route ou d'autoroute en section courante située après le prochain point d'échange ou de la prochaine entrée sur une aire. |
| Diagrammatiques                                   | X1b  | Annonce d'un danger ou d'une prescription concernant la prochaine bretelle de sortie. |
| Diagrammatiques                                   | X2a  | Annonce d'un danger ou d'une prescription concernant une section de route ou d'autoroute en section courante située après le deuxième point d'échange ou de la prochaine (échangeur, diffuseur ou entrée sur une aire). |
| Diagrammatiques                                   | X2b  | Annonce d'un danger ou d'une prescription concernant la deuxième bretelle de sortie. |

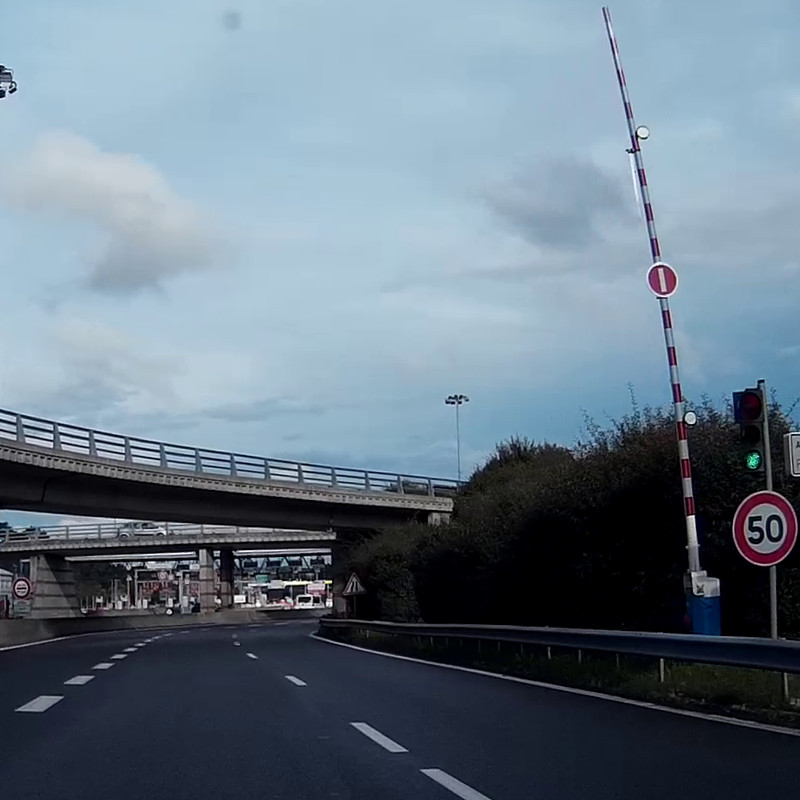
barrière dynamique XK3 levée

| Contrôle de véhicules                             | X3a  | Présignalisation d'un contrôle d'une catégorie de véhicules. Il est composé : - d'un signal-texte XC50 ; - d'un signal XKD9 portant un pictogramme de prescription. |
| Contrôle de véhicules                             | X3b  | Annonce d'une sortie obligatoire vers une aire de service pour le contrôle d'une catégorie de véhicules. Il est composé : - d'un signal-texte XC50 ; - un signal X1a portant un pictogramme de prescription ; - une partie panonceau. |
| Affectations de voies                             | R21  | Feux implantés au-dessus de chaque voie matérialisée sur la chaussée ou des voies de péages pour réglementer séparément la circulation de ces voies et comprenant : - R21a : signal rouge fixe en forme de croix de Saint-André, il signifie l'interdiction d'emprunter la voie au-dessus de laquelle il est situé ; - R21b : signal vert fixe en forme de flèche verticale vers le bas, il signifie l'autorisation d'emprunter la voie située au-dessus de laquelle il est situé ; - R21c : signal jaune clignotant en forme de flèche oblique à 45° vers le bas, à droite ou à gauche, il annonce l'interdiction de circuler sur la voie au-dessus de laquelle il est situé, et il oblige tous les véhicules à se rabattre sur la ou l'une des voies adjacentes indiquées par le signal. |
| Régulation dynamique de vitesse sur voies rapides | C51  | Présignalisation du début d'une section à vitesse régulée. |
| Régulation dynamique de vitesse sur voies rapides | C51b | Fin de section à vitesse régulée. |
| Itinéraires alternatifs                           | XD41 | Annonce d'un itinéraire « Bis ». |
| Autres dispositifs de signalisation dynamique     | XK3  | Barrière dynamique signifiant l'interdiction de circulation en complément de la signalisation classique (panneau B0 ou B1). |
| Autres dispositifs de signalisation dynamique     | XK4  | Glissière mobile d'affectation de voie pour matérialiser la neutralisation d'une voie latérale. |

## Sources
- Instruction interministérielle sur la signalisation routière (IISR), 9e partie : Signalisation dynamique